# Стефан Ботев
Вижте пояснителната страница за други личности с името Стефан Ботев.
Стефан Ботев Христов е български спортист, световен шампион и олимпийски бронзов медалист по вдигане на тежести.

## Биография
Стефан Ботев е роден на 14 февруари 1968 в Харманли (днес област Хасково), а до 6 клас живее в село Изворово (днес община Харманли).
Завършва средно образование по вдигане на тежести в Средно спортно училище „Стефан Караджа“ в Хасково, където е привлечен от първия си треньор Димитър Кръстев. Става най-младият майстор на спорта в училището и получава стипендия като олимпийска надежда.
Завършва висше образование в НСА „Васил Левски“ в София.

### Спортна кариера
Възпитаник е на легендарния треньор Иван Абаджиев. През 1991 г. заедно с още трима шампиони по вдигане на тежести – Благой Благоев, Кирил Кунев и Севдалин Маринов заминава като състезател за Австралия.
- Бронзов медалист на Олимпийските игри (1992 и 1996 г.)
- Златен медал на Световно първенство (1989 и 1990 г.)
- Сребърен медалист на Световно първенство (1993 г.)
- Бронзов медалист на Световно първенство (1994 и 1995 г.)
- Европейски шампион (1989 и 1990 г.)
- Сребърен медалист на Европейско първенство (1987 и 1988 г.)
- Златен медалист на Игрите на Британската общност (1994 г.)
- седем световни рекорда по време на кариерата си
- Най-добър спортист на България за 1990 г.
- Обявен за най-добър щангист в света за 1990 г. от Международната Федерация
- Победител в Игрите на Добрата Воля през 1990 г. в Сиатъл, САЩ
- Името му е вписано в Залата на Славата
- Многократен шампион на България и Австралия
- Световен рекордьор 250 kg (1988 г.)

### Политическа кариера
В периода 2003 – 2007 г. е общински съветник на Столична община. Председател е на постоянната комисия за децата, младежта, спорта и туризма. Избран е от листата на ССД на Стефан Софиянски, но впоследствие заедно с Атанас Медникаров и още четирима съветници се отделя в самостоятелна група в общинския съвет – „Демократи за София“.

### Семеен живот
Има две деца, син – Стивън (р. ок. 1998) и дъщеря – Габриел (р. ок. 2001).